# NGC 4982
NGC 4982 је четворострука звезда у сазвежђу Девица која се налази на NGC листи објеката дубоког неба.
Деклинација објекта је - 10° 35' 17" а ректасцензија 13h 8m 46,1s. Привидна величина (магнитуда) објекта NGC 4982 износи 11,4.